# 联民苗族瑶族乡
联民苗族瑶族乡，是中华人民共和国湖南省邵陽市绥宁县下辖的一个乡镇级行政单位。

## 行政区划
联民苗族瑶族乡下辖以下地区：
联民村、半冲村、江抱村、抱龙村、大黄村、马王桥村、陶家村和田螺旋村。